# Norstjärnen, Medelpad
Norstjärnen är en sjö i Ånge kommun i Medelpad och ingår i Ljungans huvudavrinningsområde. Sjön har en area på 0,0267 kvadratkilometer och ligger 447,9 meter över havet. Norstjärnen ligger i Jämtgaveln Natura 2000-område. Sjön avvattnas av vattendraget Korssjöbäcken.

## Delavrinningsområde
Norstjärnen ingår i det delavrinningsområde (695539-150745) som SMHI kallar för Utloppet av Norstjärnen. Medelhöjden är 476 meter över havet och ytan är 5,01 kvadratkilometer. Det finns inga avrinningsområden uppströms utan avrinningsområdet är högsta punkten. Korssjöbäcken som avvattnar avrinningsområdet har biflödesordning 5, vilket innebär att vattnet flödar genom totalt 5 vattendrag innan det når havet efter 183 kilometer. Avrinningsområdet består mestadels av skog (90 procent). Avrinningsområdet har 0,38 kvadratkilometer vattenytor vilket ger det en sjöprocent på 7,6 procent.